# Municipio de Grant (condado de Caldwell)
El municipio de Grant (en inglés: Grant Township) es un municipio ubicado en el condado de Caldwell en el estado estadounidense de Misuri. En el año 2010 tenía una población de 1439 habitantes y una densidad poblacional de 15,39 personas por km².

## Geografía
El municipio de Grant se encuentra ubicado en las coordenadas 39°34′21″N 94°2′45″O / 39.57250, -94.04583. Según la Oficina del Censo de los Estados Unidos, el municipio tiene una superficie total de 93.52 km², de la cual 92,91 km² corresponden a tierra firme y (0,66 %) 0,61 km² es agua.

## Demografía
Según el censo de 2010, había 1439 personas residiendo en el municipio de Grant. La densidad de población era de 15,39 hab./km². De los 1439 habitantes, el municipio de Grant estaba compuesto por el 96,46 % blancos, el 0,28 % eran afroamericanos, el 0,28 % eran amerindios, el 0,14 % eran asiáticos, el 0,28 % eran de otras razas y el 2,57 % eran de una mezcla de razas. Del total de la población el 1,46 % eran hispanos o latinos de cualquier raza.